# آبااوی‌لاک
آبااوی‌لاک (مجاری: Abaújlak) یک سکونتگاه مسکونی در مجارستان است که در بورشود-آبااوی-زمپلن واقع شده‌است.